# Kira Isabella
Kira Isabella Wilkie (Ottawa, 18 settembre 1993) è una cantante canadese.

## Biografia
Nata nella capitale canadese, Kira Isabella ha origini colombiane. Si è avvicinata alla musica imparando a suonare a chitarra all'età di 7 anni. Fra le sue influenze musicali cita Faith Hill, Sheryl Crow, Shania Twain e Taylor Swift.
La cantante è salita alla ribalta nel 2011 con il suo singolo di debutto Love Me Like That, che ha raggiunto la 99ª posizione nella Billboard Canadian Hot 100. L'anno successivo ha ottenuto il suo miglior piazzamento nella classifica con A Little More Work, che è arrivata al 68º posto, ed è stata premiata dalla Canadian Country Music Association con il Rising Star Award al miglior esordiente.
Il suo album di debutto Love Me Like That è uscito nell'autunno del 2012 e le ha fruttato il suo secondo premio CCMA, questa volta per l'artista femminile dell'anno, oltre ad una candidatura ai Juno Awards 2013 per il miglior debutto. Fra il 2012 e il 2013 Kira Isabella ha aperto alcune date del Blown Away Tour di Carrie Underwood e della tournée di Terri Clark.
Nel 2014 è uscito il secondo album della cantante, Caffeine & Big Dreams, anticipato dal singolo apripista Quarterback, che ha raggiunto la 79ª posizione della Canadian Hot 100. L'album è stato candidato ai Juno Awards 2015 per il premio all'album country dell'anno.

## Discografia

### Album in studio
- 2012 – Love Me Like That
- 2014 – Caffeine & Big Dreams
- 2019 – Sides

### EP
- 2018 – Side A
- 2019 – Side B

### Singoli
- 2011 – Love Me Like That
- 2011 – A Real Good Radio
- 2012 – A Little More Work
- 2012 – Songs About You
- 2013 – Blame It on Your Truck
- 2013 – A Country Boy for Christmas
- 2014 – Quarterback
- 2014 – Gone Enough
- 2014 – Baby, It's Cold Outside (con Tyler Shaw)
- 2015 – Shake It If Ya Got It
- 2016 – I'm So Over Getting Over You
- 2017 – Missing You
- 2018 – I Don't Wanna Know
- 2018 – Little Girl
- 2018 – Danger Danger
- 2019 – We Should Be Together (feat. Levi Hummon)
- 2019 – Soon

#### Come artista ospite
- 2017 – That's When You Know (Chris Buck Band feat. Kira Isabella)